# Cheeseburger
Un cheeseburger  ou hamburger au fromage est un hamburger dans lequel une tranche de fromage accompagne la viande.

## Étymologie
Cheeseburger est un mot-valise composé à partir de cheese, « fromage » en anglais et de burger, « hamburger ».

## Historique
Le premier cheeseburger est confectionné entre 1924 et 1926 par un jeune cuisinier nommé Lionel Sternberger, à Pasadena, en Californie. La marque déposée « cheeseburger » est délivrée en 1935 à Louis Ballast, travaillant au Humpty Dumpty Drive-In de Denver, au Colorado.
Un Jucy Lucy est une variété de cheeseburger créée et popularisée à Minneapolis, dans le Minnesota, où le fromage est placé dans la viande crue, puis réchauffé jusqu’à ce que le fromage fonde.
Le plus gros cheeseburger jamais cuisiné pèse 914 kg : 27 kg de bacon, 22,5 kg de laitue, 22,5 kg d'oignons émincés, 18 kg de cornichons et 18 kg de fromage. Ce record est détenu par le Minnesota's Black Bear Casino, battant ainsi l'ancien record d'un sandwich pesant 400 kg.
Aux États-Unis, la Journée nationale du cheeseburger est célébrée le 18 septembre de chaque année.

## En restauration rapide
Dès 1937, la chaîne de restauration rapide Big Boy s'en inspire pour créer un nouvel hamburger à 2 étages. Chaque étage comprenait une tranche de bœuf, une tranche de fromage et quelques crudités. Plus tard, en 1968, c'est la grande chaîne de restauration rapide, McDonald's, qui s’inspirera des avancées de Big Boy pour imposer au monde entier son Big Mac. Le mot Big est ici un hommage aux Big Boy's, disparus quelques années auparavant.[réf. nécessaire]

## Ingrédients
Les ingrédients utilisés dans un cheeseburger sont similaires à ceux du hamburger, à la différence que du fromage y est ajouté.
Certaines variations incluent du bacon, de l'avocat, des champignons, des oignons…
Un cheeseburger peut être composé d'un ou plusieurs steaks et d'une ou plusieurs tranches de fromage. 